# 南圣多明戈斯
南圣多明戈斯是巴西南大河州的一个市镇。总面积78.952平方公里，总人口2854人，人口密度36.1人/平方公里。